# Adrien Talexy
Adrien Talexy, né à Toulouse le 23 avril 1820 et mort à Paris 9e le 10 février 1881, est un pianiste et compositeur français. 

## Biographie
Professeur de musique, pianiste et compositeur à Paris, il fut célèbre pour son salon musical sis rue Louis-le-Grand, qui était fréquenté par Jules Verne, Victor Massé ou Aristide Hignard parmi d'autres grands noms du théâtre du XIXe siècle. Il était membre comme Jules Verne, Massé et Hignard du Club des onze sans femmes fondé par Verne et Hignard et était un grand ami des trois hommes.

## Œuvres
On lui doit de nombreuses compositions qui comprennent des opéras, opérettes, des musiques pour orchestres et de très nombreuses études pour piano :
Opéra
- La Fête des lanternes, théâtre des Folies-Marigny, 2 octobre 1872

Opérette
- Le Secret de la rose, Concert de la Pepinière, 30 octobre 1875

Études pour piano
- 1845 : Étude Mazurka, op. 19
- 1850 : Diane, polka mazurka No. 1
- ca.1850 : Musidora, polka mazurka
- 1851 : Felina - Impromptu de Salon (Redowa), op. 22
- 1851 : Helena - Premier Nocturne, op. 26
- 1851 : Hercule, grand galop
- 1852 : Mazurka brillante
- 1852 : Étoile d'orient, polka mazurka
- 1852 : La Carola
- 1853 : Adrien
- 1853 : Angela suite de l'opéra Marco Spada de Daniel François Esprit Auber, polka mazurka
- 1853 : Bella Aminta, polka-mazurka, op. 23
- 1853-1860 : Fleur de Bohème, polka brillante
- 1853 : Fantaisie brillante sur Marco Spada, opéra d'Auber, op. 54
- 1854 : Danse rustique, morceau brillant, op. 39
- 1854 : Deuxième Étude Mazurka, op. 43
- 1854 : Fantaisie brillante sur La Butte des Moulins, opéra d'François-Adrien Boieldieu, op. 44
- 1854 : Feuilles d'Automne, trois morceaux, op. 38
- 1854 : Fleurs printanière
- 1854 : Francine, polka mazurka
- 1854 : La Française, l'Anglaise, la Turque, trois polka-mazurkas
- 1854 : La Fée, grande valse de salon, op. 48
- 1854 : Lamento, nocturne, op. 52
- 1854 : Une fête Louis XV, morceau de genre, op. 71
- 1854 : Vingt études expressives (genre moderne), op. 80
- 1855 : Fantaisie brillante sur Le Billet de Marguerite, opéra de François-Auguste Gevaert, op. 78
- 1855 : Fleur de printemps, polka
- 1855 : Wanda, polka mazurka
- 1855 : Puritani, polka
- 1856 : Bona sera, berceuse, op. 86
- 1856 : Fantaisie brillante, sur Jenny Bell, opéra d'Auber, op. 82
- 1856 : Gerty polka mazurka
- 1856 : Les Clochettes d'or, mazurka brillante, op. 87
- 1856 : Le Roy More, ballade sur un theme de Louis Clapisson, op.98
- 1857 : L'Aigrette, polka mazurka
- 1857 : Aranjuez, boléro facile, op. 96
- 1857 : Devotions
- 1857 : Fantaisie brillante sur Les Saisons, opéra de Victor Massé, op. 99
- 1857 : Polka Mazurka sur La Fanchonnette, opéra de Louis Clapisson
- 1857 : Fantaisie brillante sur La Fanchonnette, opéra de Louis Clapisson, op. 101
- 1857 : Fragoletta, polka-mazurka
- 1857 : Galop Bavarian
- 1857 : L'Espagne. morceau brillant
- 1857 : L'Espalier de roses, mazurka brillante, op. 90
- 1857 : La Chanson du pâtre, morceau, op. 91
- 1857 : La Charmille, grande Valse brillante
- 1857 : Le Diamant, polka mazurka
- 1858 : Fantaisie brillante sur Euryanthe, opéra de Carl Maria von Weber, op. 102
- 1858 : Germaine, polka mazurka
- 1858 : La fête au Tyrol, polka mazurka
- 1858 : La guirlande de fleurs, polka mazurka
- 1858 : Les Dragons de Villars, polka mazurka
- 1859 : Eva, polka mazurka
- 1860 : Enclumes et Marteaux, mazurka brillante
- 1860 : Hermia, mazurka brillante
- 1861 : Dormez enfants, berceuse
- 1862 : Champs fleuris, rêverie
- 1862 : Chant d'Adieu
- 1862 : Chant du Monastè
- 1862 : Don Pasquale - transcription brillante, sur l'opéra de Gaetano Donizetti
- 1862 : Don Sebastian - fantaisie brillante sur l'opéra de Donizetti
- 1862 : Éloigne-toi!
- 1863 : Fleur de France, mazurka brillante
- 1863 : Le Bocage, morceau de genre
- 1863 : Caprice Danois, morceau de salon
- 1863 : Fouets et Grelots, grand galop brillant
- 1863 : Les Feuilles de la Marguerite (Oracle), six morceaux
- 1867 : Bouquet d'Artifices, galop
- 1867 : La Forêt, impromptu brilliant
- 1867 : Les Aveux, valse
- 1867 : La Belle Moscovite, mazurka brillante
- 1868 : Les Coursiers, caprice brillant
- 1870 : Comtessa, valse brillante
- 1873 : Mazurka de salon sur La Fille de Madame Angot, opéra de Alexandre Charles Lecocq
- 1876 : Fantasia polka
- 1876 : Flocons de Neige, mazurka brillante
- 1877 : Christophe Colomb mourant (1506)
- 1877 : Demi Sommeil, rêverie
- 1878 : L'Azoletta, valse
- 1879 : Fantaisies dans Les Amants de Vérone, drame lyrique (opéra) de Paul-Xavier-Desiré Marquis de Richard d'Ivry
- 1880 : Bride en Main, grand galop brillant
- 1880 : Polka mazurka sur La Fille du Tambour Major, opéra comique de Jacques Offenbach